# 無限旋律
無限旋律とは、リヒャルト・ワーグナーによって確立されたもので主にオペラに用いられた。
ワーグナーより以前のオペラの形式である、レチタティーヴォとアリアという概念を取り払い用いられたもので、曲の終結部分に用いられる和音や楽器構成を出来るだけ使わず、旋律が無限に続いているかのように錯覚させる作曲技法のことである。
また、無限旋律にはライトモチーフを用いたため、ワーグナー以前のオペラよりも聴衆に分かりやすく物語を伝えることが出来るという利点もある。たが、ワーグナーによって作曲されたオペラであるニーベルグの指輪やパジルファルでは物語の内容が巧妙かつ、展開点が多いことから当時の作曲家や聴衆からの評価はあまり良くなく、初演も失敗している。